# Węzeł Unii Europejskiej w Gdańsku
Węzeł Unii Europejskiej (dawniej: Węzeł Leningradzki, Węzeł Okopowa) – węzeł drogowy w Śródmieściu Gdańska na drodze krajowej nr 91 i drodze wojewódzkiej nr 501.

## Opis obiektu
Węzeł zbudowany w latach 1971–1975. Połączył ul. Okopową z budowaną wówczas Trasą W-Z (obecnie al. Armii Krajowej i Podwale Przedmiejskie). Węzeł posiada trzy poziomy – tunele ulicy Okopowej umożliwiające przejazd z północy na południe, estakadę umożliwiającą przejazd z ul. Okopowej w Podwale Przedmiejskie (wylot w kierunku Warszawy). Ruch we wszystkich pozostałych kierunkach oraz ruch tramwajów odbywa się na poziomie środkowym węzła, gdzie sterowany jest sygnalizacją świetlną. Na terenie węzła znajduje się także przystanek tramwajowy oraz połączone z nim przejście podziemne pod ul. Podwale Grodzkie.
Według badań ruchu przeprowadzonych w 2016 roku Węzeł Unii Europejskiej jest drugim najbardziej obciążonym skrzyżowaniem w Gdańsku, dziennie pokonywało węzeł 50 tysięcy pojazdów. Pomimo trzech poziomów nie jest to węzeł bezkolizyjny. Obiekt jest krytykowany za niefunkcjonalność i negatywny wpływ na krajobraz historycznego centrum Gdańska. Pojawiają się propozycje wyburzenia estakady. 

## Galeria

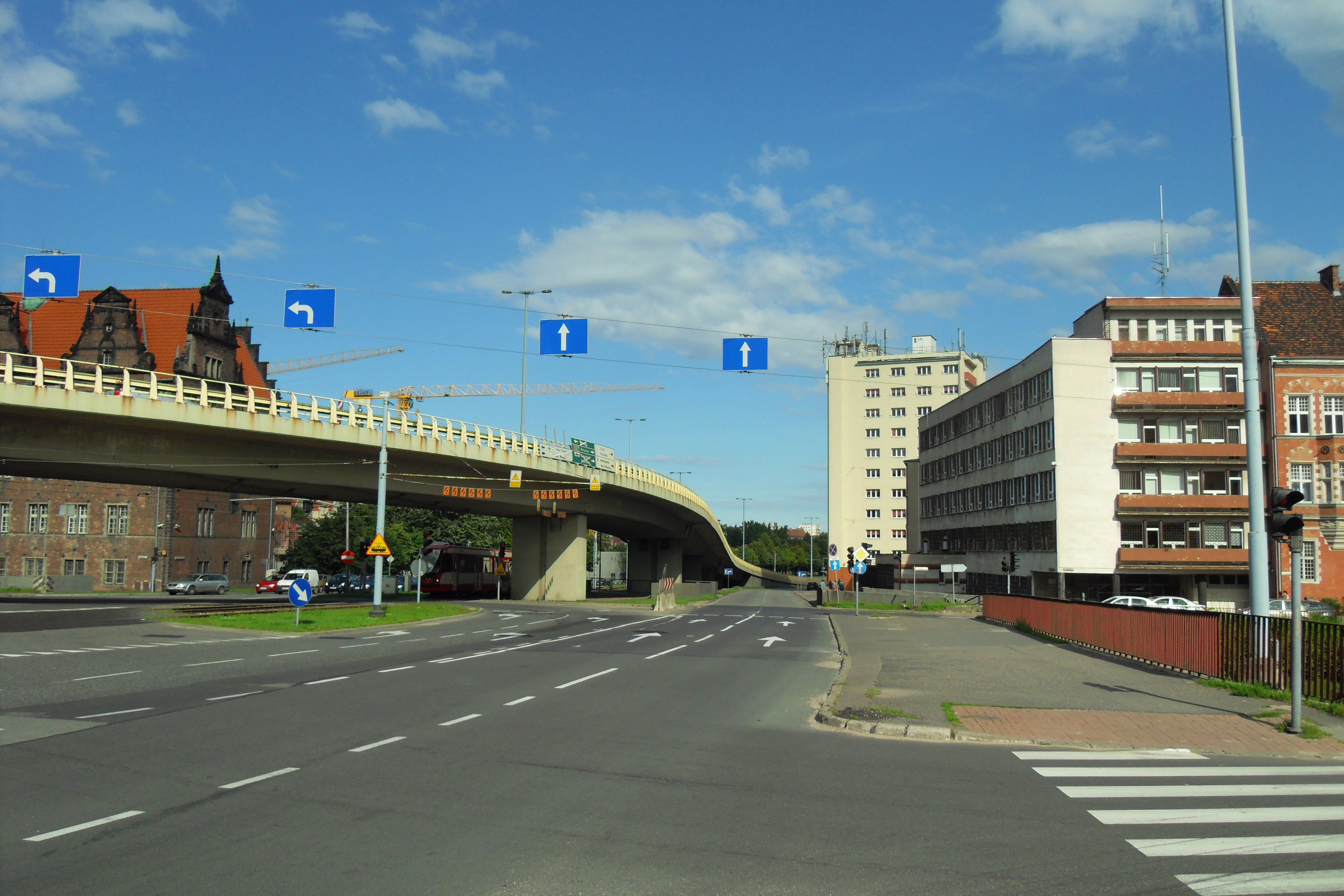
Widok w stronę Podwala Przedmiejskiego
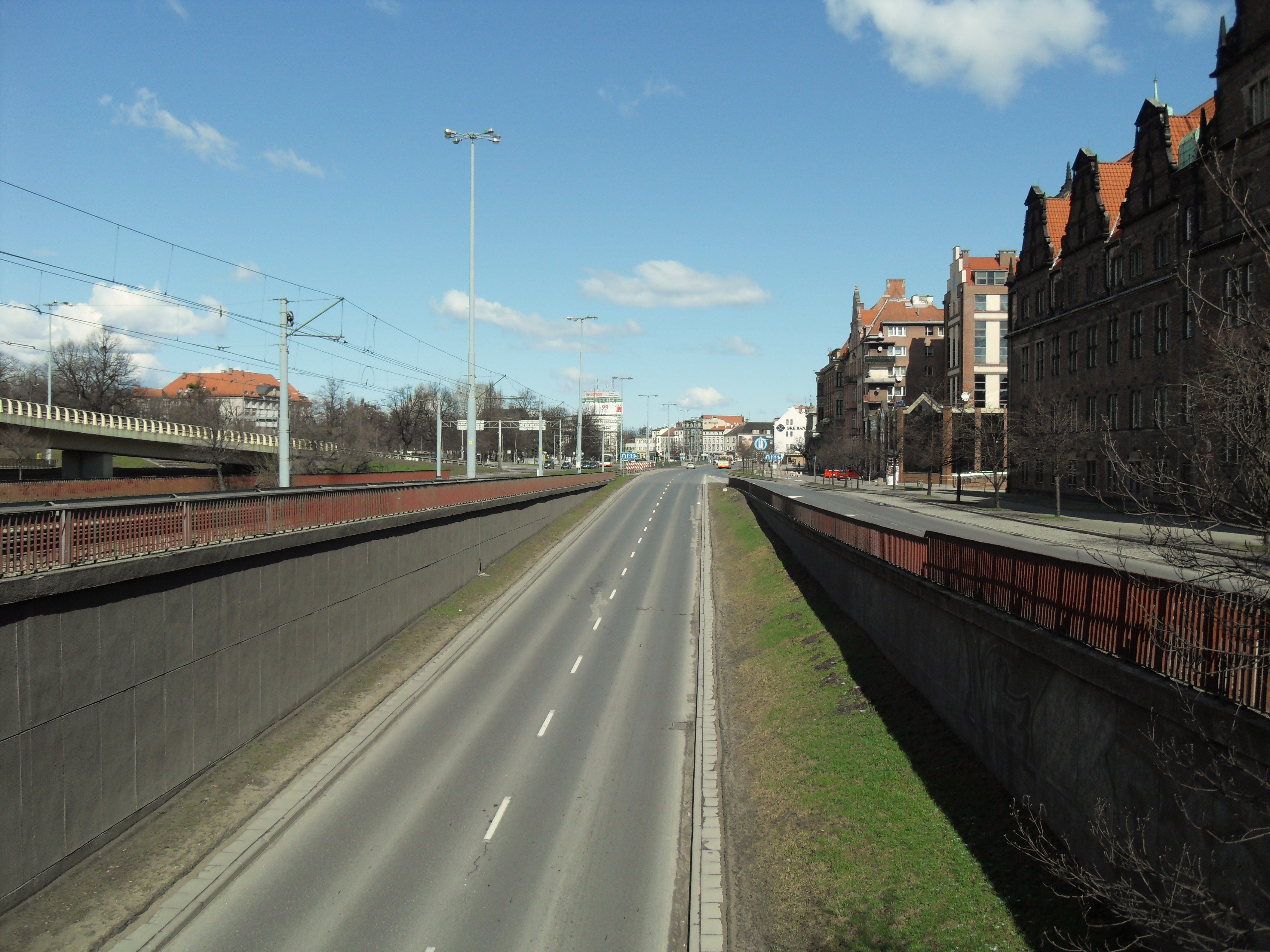
Wylot jednego z tuneli
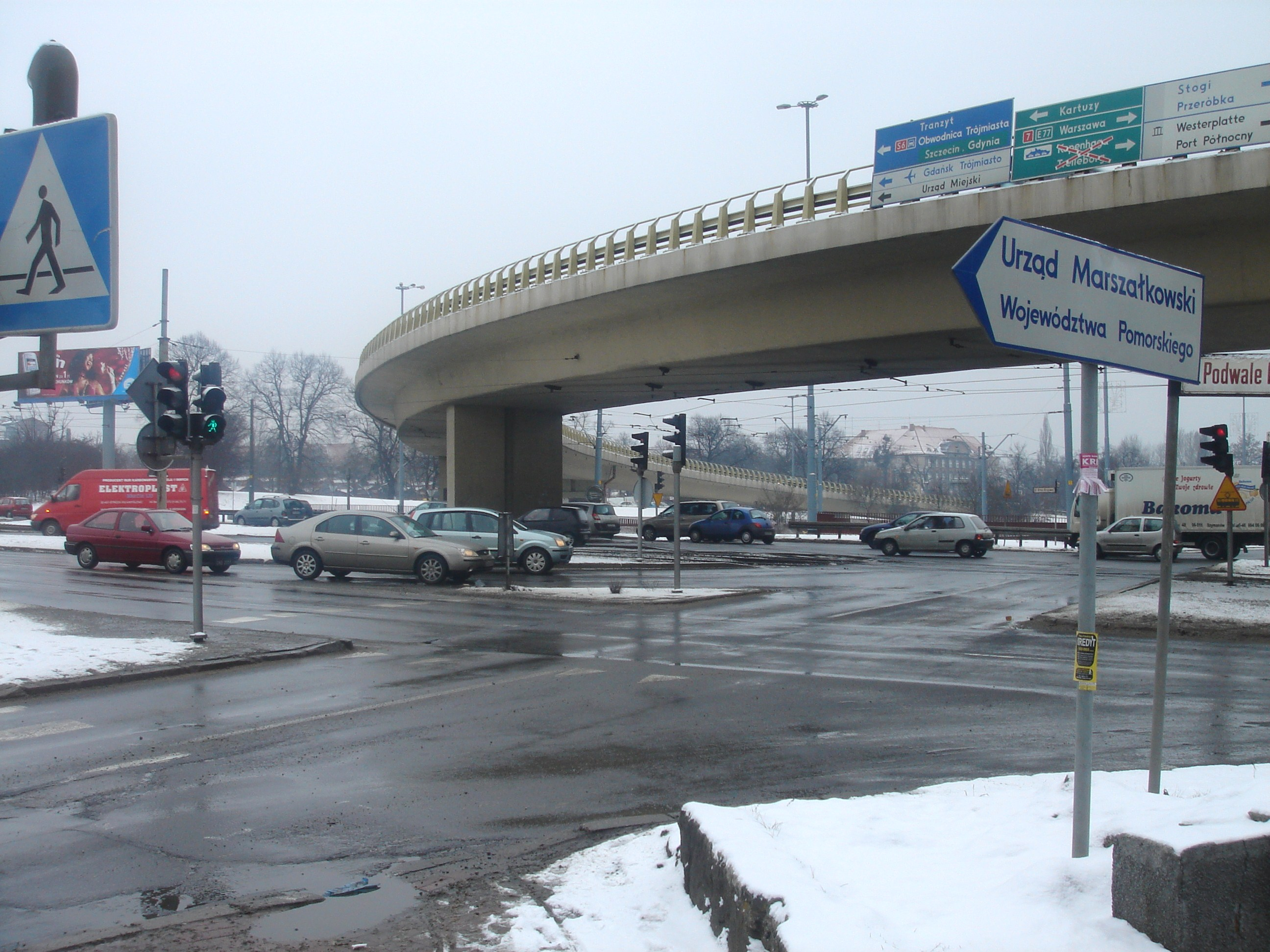
Estakada